# پسرهای چاق
پسرهای چاق (به انگلیسی: The Fat Boys) یک گروه سه نفره هیپ هاپ آمریکایی از بروکلین نیویورک می‌باشد که در اوایل سال ۱۹۸۰ میلادی تشکیل شده است. به‌طور کلی این گروه با عنوان اصلی دیسکو ۳ شناخته می‌شدند.

## اعضا
- مارک مورالس
- دیمن ومبلی
- دارن رابینسون